# Château de Pontarion
Le château de Pontarion est un château-fort situé à Pontarion, dans le département de la Creuse, en France.

## Localisation
Le château est situé sur la commune de Pontarion, dans le département français de la Creuse. Il se trouve à l'extrémité Ouest du bourg historique, contrôlant la route historique (D 941) et la rivière Thaurion qui coule au sud du château.

## Historique
Le château de Pontarion a été en grande partie bâti par Antoine d'Aubusson au XVe siècle.
Il est inscrit au titre des monuments historiques par arrêté du 29 octobre 1941.

## Description

### Galerie

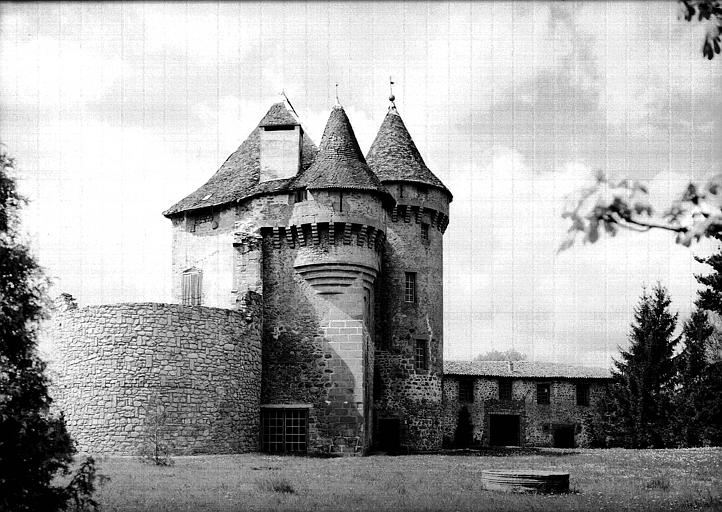
Vue de la cour du château (1960).
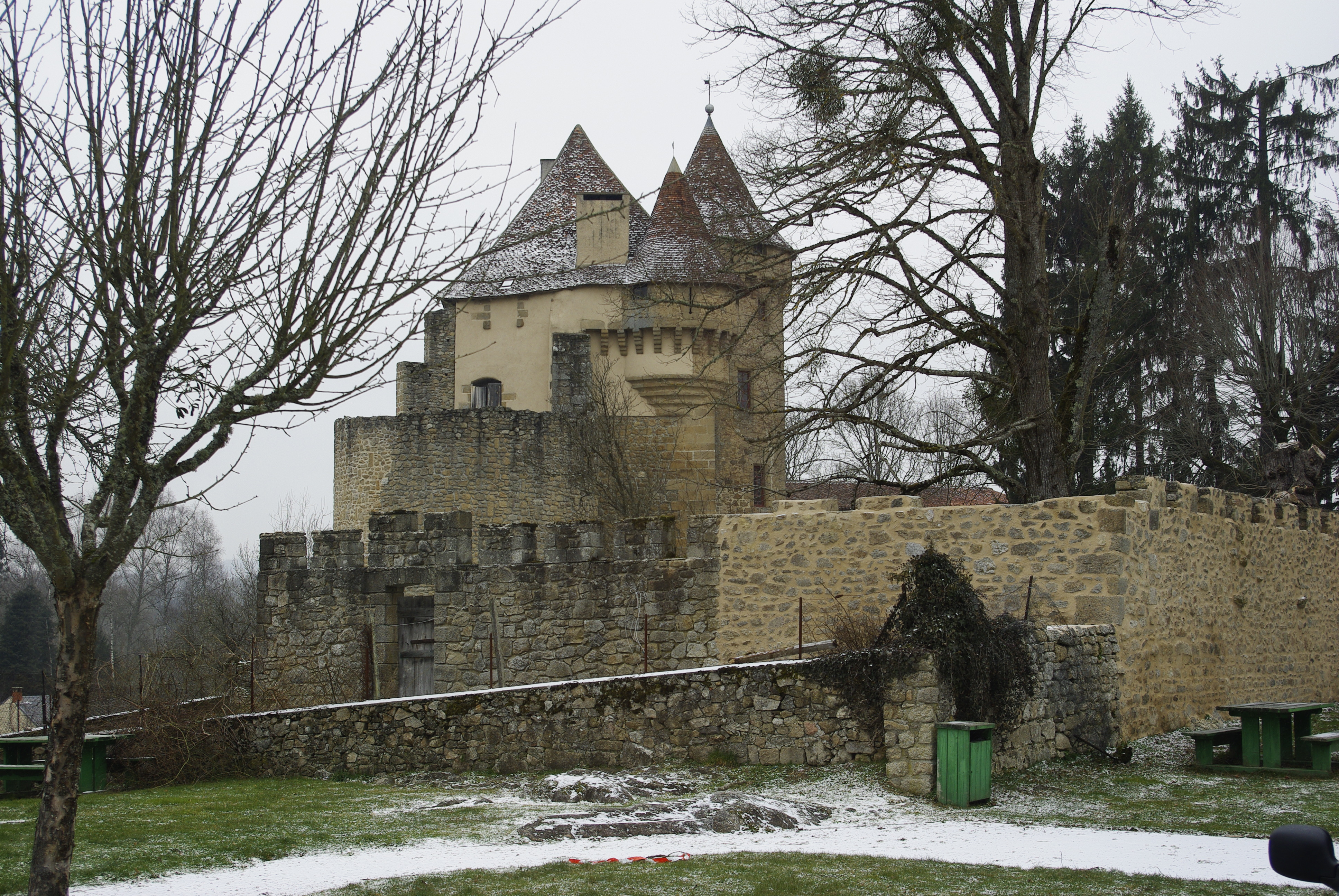
Vue côté Est en hiver (2010) ; une partie du mur d'enceinte est reconstruite.
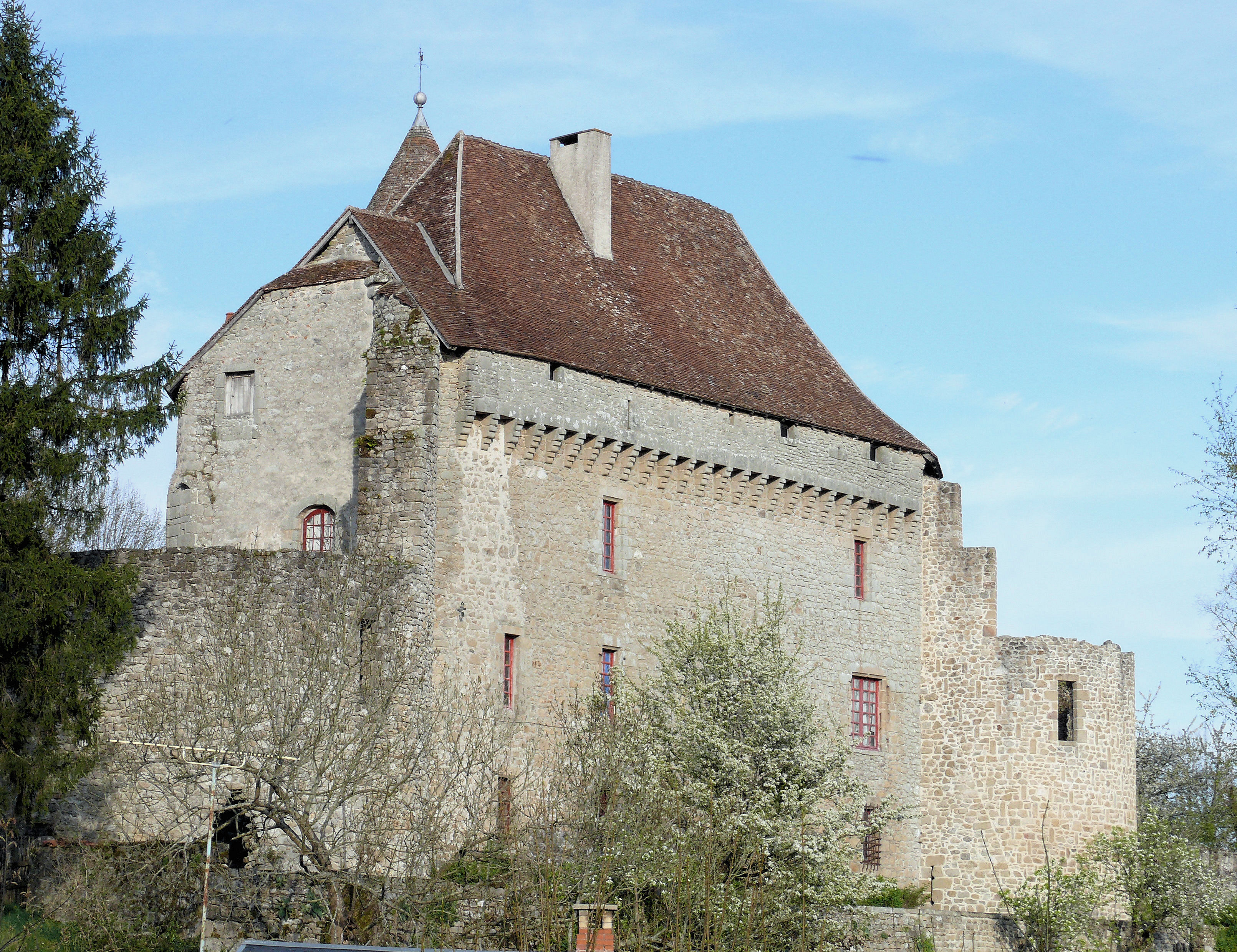
Vue rapprochée du corps de logis (2010).
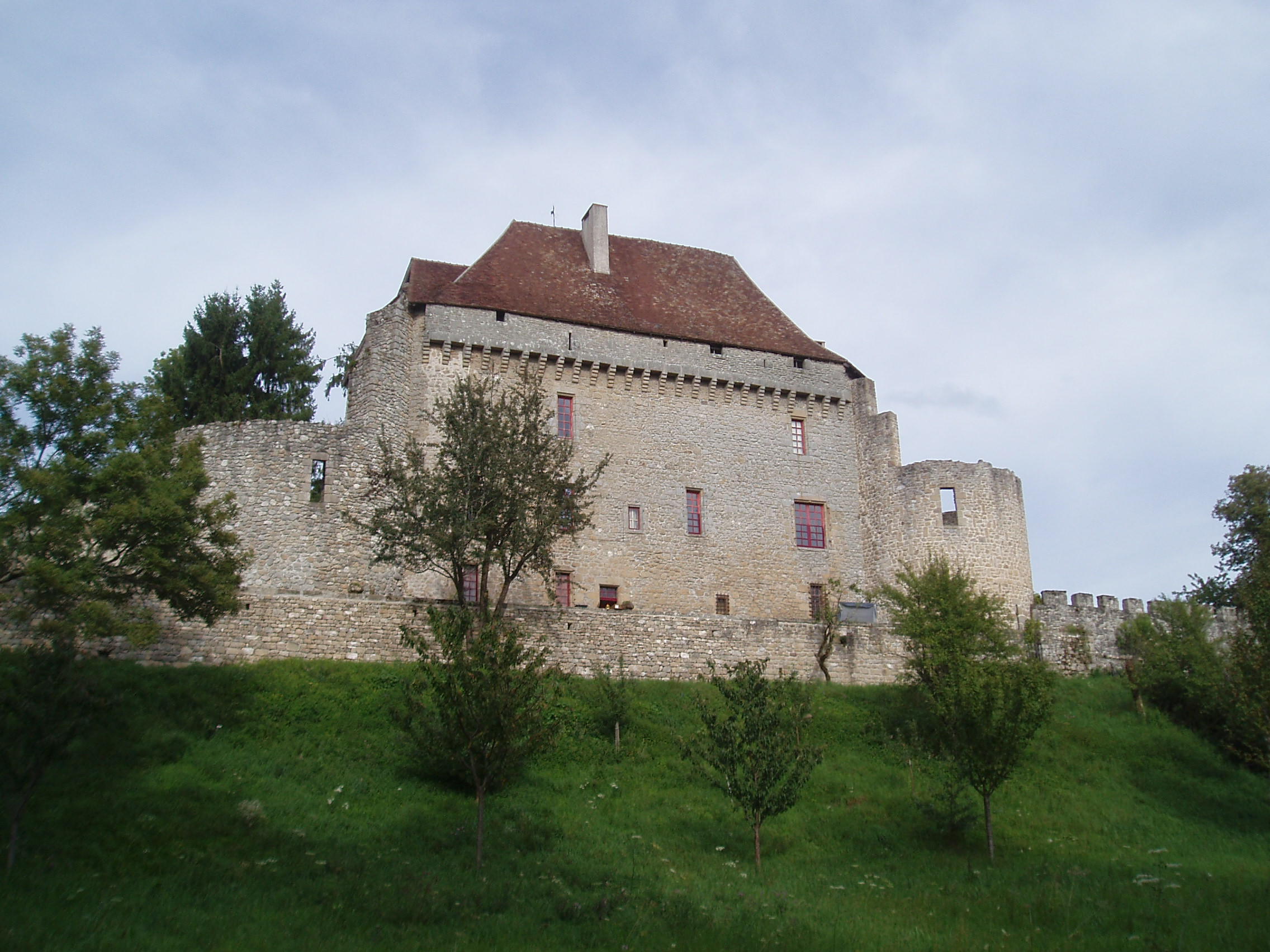
Vue rapprochée du corps de logis (2011).
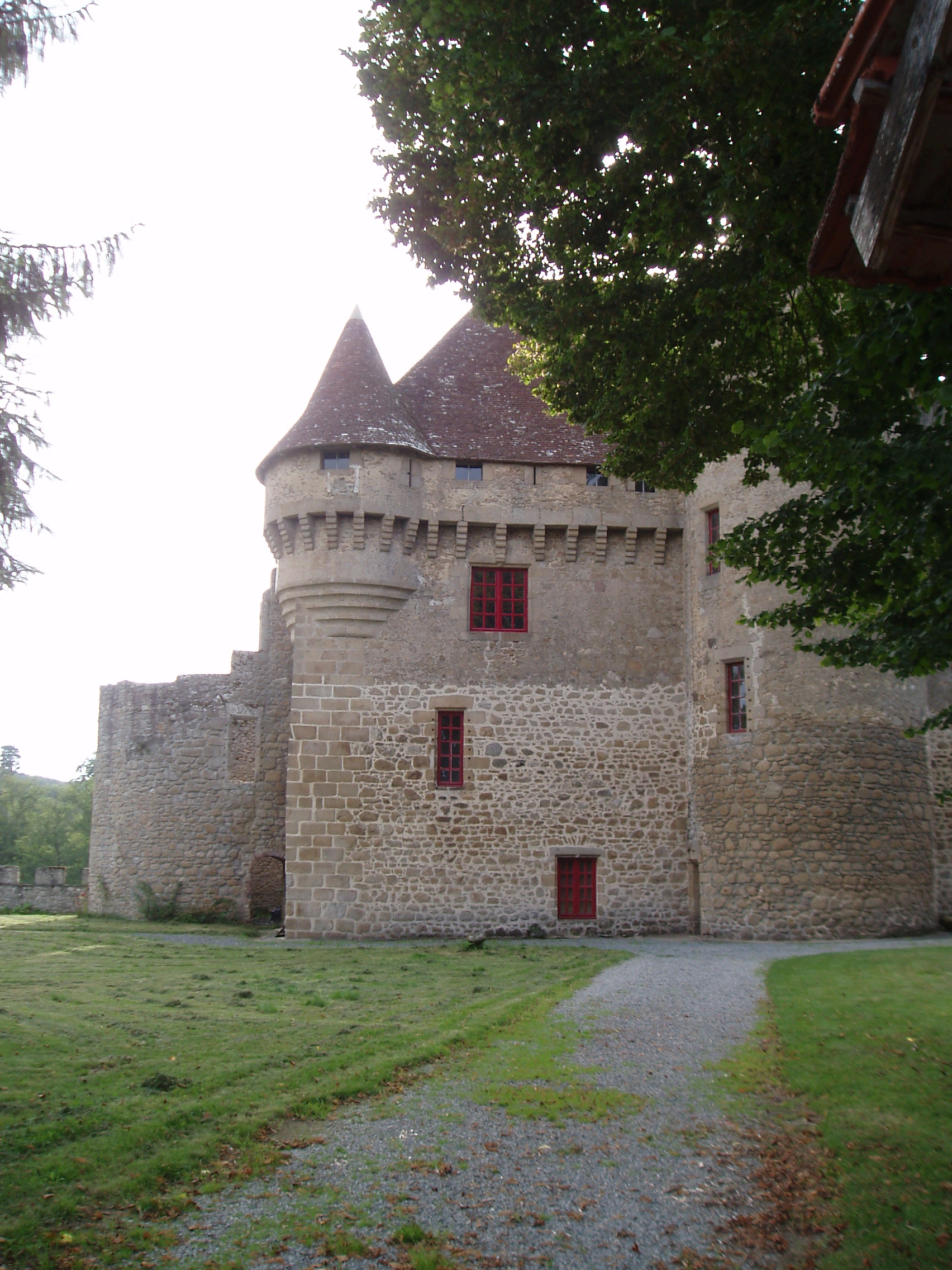
Tour d'angle et mâchicoulis (2011).